# Кантенак
Кантенак (фр. Cantenac) насеље је и општина у југозападној Француској у региону Аквитанија, у департману Жиронда која припада префектури Бордо.
По подацима из 2011. године у општини је живело 1326 становника, а густина насељености је износила 92,99 становника/km². Општина се простире на површини од 14,26 km². Налази се на средњој надморској висини од 8 метара (максималној 22 m, а минималној 1 m).

## Демографија
| 1962. | 1968. | 1975. | 1982. | 1990. | 1999. | 2011. |
| ----- | ----- | ----- | ----- | ----- | ----- | ----- |
| 900   | 1.054 | 1.125 | 1.300 | 1.197 | 1.179 | 1.326 |

График промене броја становника у току последњих година